# Unità a disco
In informatica l'unità a disco è una tipologia di unità di memoria che si contraddistingue per memorizzare i dati su uno o più supporti di memoria aventi forma discoidale. Nella sua tipica implementazione, l'unità a disco è primariamente una tipologia di unità di memoria di massa e viene utilizzata anche come unità di memoria centrale nei computer dotati di sistema operativo in grado di gestire la cosiddetta "memoria virtuale".

## Tipologie
Molte sono le tipologie di unità a disco. Il criterio principale utilizzato per distinguere le varie tipologie di unità a disco considera la tipologia di supporto di memoria utilizzata dall'unità a disco. In base a tale criterio si distinguono le seguenti principali tipologie di unità a disco:
- unità a disco magnetico;
- unità a disco ottico;
- unità a disco magneto-ottico.

### Unità a disco magnetico
L'unità a disco magnetico si contraddistingue per utilizzare il disco magnetico come supporto di memoria. Due sono le tipologie principali di unità a disco magnetico:
- unità a disco rigido;
- unità a disco flessibile.

#### Unità a disco rigido
L'unità a disco rigido, anche chiamata "hard disk drive", si contraddistingue per utilizzare, come supporto di memoria, uno o più dischi magnetici caratterizzati da una buona rigidità fisica. Le unità a disco rigido prodotte attualmente non sono predisposte per la facile e immediata rimozione del disco magnetico. In altri termini i dischi magnetici delle unità a disco rigido prodotte attualmente sono dei supporti di memoria non removibili. Le unità a disco rigido prodotte attualmente hanno quindi una capacità di memoria fissa, raggiunta la quale non è possibile memorizzare altri dati nell'unità a disco se non cancellando quelli già memorizzati. In passato sono state commercializzate anche unità a disco rigido utilizzanti dischi magnetici removibili. Tali unità a disco rigido hanno una capacità di memoria virtualmente illimitata: nel momento in cui tutta la capacità di memoria del disco magnetico viene utilizzata, è possibile rimpiazzarlo con un disco magnetico in grado di offrire altra capacità di memoria. L'unità a disco rigido utilizzante dischi magnetici non removibili è anche chiamata "unità a disco fisso" o "fixed disk drive". L'unità a disco rigido può essere una periferica interna o una periferica esterna. Quando è una periferica interna, di norma è collegata via cavo al computer. Quando è una periferica esterna, è collegata via cavo o via radio al computer (prevalentemente via cavo). Gli standard di interconnessione attualmente più utilizzati per collegare l'unità a disco rigido al computer sono il Serial ATA, in caso di periferica interna, e l'USB, in caso di periferica esterna. Sia il Serial ATA che l'USB permettono il cosiddetto "hot swap" cioè la possibilità di collegare o scollegare l'unità a disco rigido mentre il computer è acceso.

#### Unità a disco flessibile
L'unità a disco flessibile, anche chiamata "floppy disk drive" o "drive per floppy disk", si contraddistingue per utilizzare, come supporto di memoria, dischi magnetici caratterizzati da una buona flessibilità fisica. L'unità a disco flessibile è progettata per offrire all'utente la possibilità di rimuovere con facilità il disco magnetico. In altri termini il disco magnetico dell'unità a disco flessibile è un supporto di memoria removibile. Quindi, quando l'unità a disco flessibile esaurisce tutta la capacità di memoria del disco magnetico, è possibile continuare a memorizzare dati con tale unità a disco sostituendo il disco magnetico. I dischi magnetici utilizzati nelle unità a disco flessibile sono chiamati "floppy disk". Le unità a disco flessibile possono essere in grado di leggere e/o scrivere floppy disk di diverso formato e diversa capacità di memoria. In tale caso l'unità a disco flessibile non ha una capacità di memorizzazione fissa, ma varia in relazione al floppy disk utilizzato.

### Unità a disco ottico
L'unità a disco ottico si contraddistingue per utilizzare il disco ottico come supporto di memoria. Molte sono le tipologie di unità a disco ottico. Uno dei principali criteri utilizzati per distinguere le varie tipologie di unità a disco ottico considera la capacità di lettura e/o scrittura del disco ottico. In base a tale criterio si distinguono le seguenti due tipologie di unità a disco ottico:
- lettore di disco ottico;
- masterizzatore di disco ottico.

#### Lettore di disco ottico
Il lettore di disco ottico si contraddistingue per essere in grado di leggere i dati memorizzati sul disco ottico. Normalmente con "lettore di disco ottico" si indicano le unità a disco ottico in grado esclusivamente di leggere i dati memorizzati sul disco ottico. Tipologie di lettori di dischi ottici sono il lettore di Compact Disc, il lettore di DVD e il lettore di Blu-ray Disc.

#### Masterizzatore di disco ottico
Il masterizzatore di disco ottico si contraddistingue per essere in grado di scrivere i dati sul disco ottico. Di norma il masterizzatore di disco ottico è anche in grado di leggere i dati memorizzati sul disco ottico. Un masterizzatore di disco ottico in grado di scrivere i dati su diverse tipologie di dischi ottici (CD-R, DVD-R, BD-R, ecc.) è anche chiamato "masterizzatore multiformato". Un masterizzatore di disco ottico in grado di leggere i dati memorizzati su più di una tipologia principale di dischi ottici (Compact Disc, DVD, Blu-ray Disc, ecc.), ma non in grado di scrivere i dati su ognuna di esse, è anche chiamato "masterizzatore combo".

### Unità a disco magneto-ottico
L'unità a disco magneto-ottico si contraddistingue per utilizzare il disco magneto-ottico come supporto di memoria. Tipologie di unità a disco magneto-ottico sono l'unità a disco MD Data e l'unità a disco Hi-MD. La prima tipologia utilizza dischi magneto-ottici MD Data, la seconda tipologia utilizza dischi magneto-ottici Hi-MD. L'MD Data e l'Hi-MD sono tipologie di dischi magneto-ottici sviluppate e standardizzate da Sony. Tali dischi hanno avuto scarso successo commerciale e attualmente non sono più commercializzati.

## Storia
La prima unità a disco della storia è stata un'unità a disco fisso progettata, negli anni Cinquanta del secolo scorso, da un gruppo di ricercatori dell'IBM guidato da Reynold B. Johnson. Per tale motivo Reynold B. Johnson è considerato il padre dell'unità a disco. Il gruppo guidato da Reynold B. Johnson ha progettato anche l'IBM 350 Disk Storage Unit, la prima unità a disco disponibile in commercio. Annunciato il 4 settembre 1956, l'IBM 350 Disk Storage Unit è un'unità a disco fisso che può memorizzae fino a 5 milioni di caratteri a 6 bit (quindi 3,75 MB). Dell'IBM è anche la prima unità a disco rigido disponibile in commercio in grado di utilizzare dischi magnetici removibili: l'IBM 1311 Disk Storage Drive. Annunciato l'11 ottobre 1962, l'IBM 1311 Disk Storage Drive può memorizzare fino a 2 milioni di caratteri a 6 bit (quindi 1,5 MB) se non si sostituiscono i dischi magneti di cui è dotato. Nel 1985 la Philips inizia la commercializzazione del lettore di Compact Disc Philips CM100: è la prima unità a disco ottico disponibile in commercio. 